# Jacob Rörig
Jacob Rörig (* 20. Juni 1812 in Nieder-Wildungen; † 10. März 1889 ebenda) war ein deutscher Jurist und Politiker.
Rörig war der Sohn des Kaufmanns Johann Adam Rörig (1776–1838) und dessen Ehefrau Elisabeth, geborene Schnedtler (1788–1848). Er blieb unverheiratet. Rörig studierte Rechtswissenschaften in Marburg, Heidelberg und Göttingen und legte 1836 das erste und 1840 das zweite Staatsexamen ab. 1841 wurde er als Rechtsanwalt zugelassen. 1846 und 1848 war er Bürgermeister von Nieder-Wildungen.
1849 bis 1849 (II. städtischer Wahlbezirk) und erneut 1852 bis 1855 (Wahlkreis Kreis der Eder) war er Abgeordneter im Landtag des Fürstentums Waldeck-Pyrmont. Er vertrat liberale Positionen.